# 山梨県立北杜高等学校
山梨県立北杜高等学校（やまなしけんりつほくとこうとうがっこう）は山梨県北杜市長坂町渋沢にある県立高等学校。

## 概要
2001年、山梨県立峡北高等学校（1975年創立）、山梨県立峡北農業高等学校（1916年創立）、山梨県立須玉商業高等学校（1963年創立）の3校による合併で新たに開校。

## 設置学科
- 全日制課程
  - 普通科
    - 理数コース

  - 総合学科（単位制）
    - 生物資源系列
    - 環境工学系列
    - 総合情報ビジネス系列
    - 福祉ライフデザイン系列

## 部活動
前身の峡北高校時代からレスリング部（現在は廃部）、ギター部、弓道部、囲碁将棋部、スケート部、馬術部などが全国レベルである。
- 体育局 - 弓道、剣道、サッカー、スキー・山岳、スケート、ソフトテニス、ソフトボール、卓球、テニス、バスケットボール、バレーボール、ハンドボール、馬術、野球、陸上競技
- 文化局 - イングリッシュ、演劇、音楽、ギター、軽音楽、茶道、写真、書道、吹奏楽、ハンドメイキング、美術、放送、ビジネスライセンス、文芸
- 専門局 - 農業、家庭

## 著名な卒業生
- erica（歌手）
- Carlos K.（作曲家）
- 小池一夫（学校法人桜美林学園理事長）※峡北高校卒業[2]